# Warttürme im Landkreis Fulda

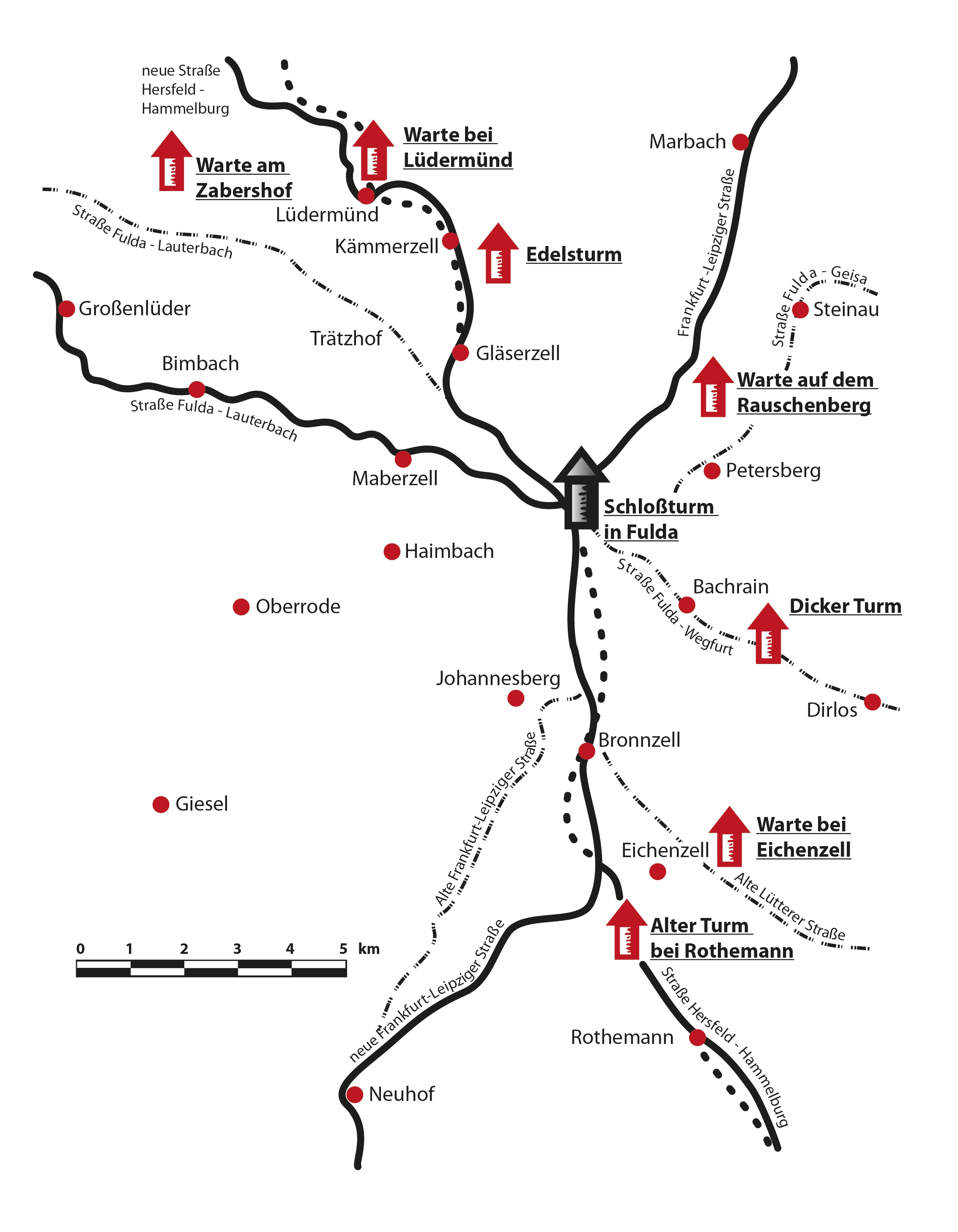
Lage der Warttürme an den Handelsstraßen

Die Warttürme im Landkreis Fulda sind eine Anzahl von Warttürmen auf dem Gebiet des Altkreises Fulda. Die (vermutlich) ehemals neun Türme dienten der Beobachtung und haben eine weitgehend einheitliche Bauart. Heute sind fünf Türme fast vollständig erhalten, davon zwei im Originalzustand und drei umgebaut zu Aussichtstürmen. Nur der Turm auf dem Rauschenberg ist jederzeit und ohne Anmeldung begehbar. Von zwei weiteren Türmen sind Ruinen erhalten.

## Geschichte
Das beginnende Spätmittelalter war wie fast überall auch für das Hochstift Fulda eine unruhige Zeit, in der die Abtei in ständige Fehden und Kriege mit Herrschern benachbarter Territorien und dem einheimischen Adel verwickelt war. Es waren weniger offene kriegerische Kämpfe als vielmehr Raubzüge, bei denen dem Gegner Vieh, Feldfrüchte und anderes gestohlen wurden.
Dem sich vergrößernden Ort um das Kloster Fulda genehmigte Abt Markward 1162 den Bau einer Stadtmauer und verlieh ihm eigene Stadtrechte. Im 14. Jahrhundert erbauten die Bewohner der Stadt unter der Herrschaft von Abt Heinrich VI. von Hohenberg, der auch die sonstigen Befestigungen um die Stadt erweitern und verstärken ließ, acht Warttürme. Die Existenz eines neunten Turms auf dem Haimberg (zwischen Besges und Haimbach) wird vermutet. Bisher wurden noch keine Beweise für seine tatsächliche Errichtung gefunden, so dass es auch möglich ist, dass es insgesamt nur acht Türme gab.
Fulda liegt im Tal des gleichnamigen Flusses zwischen Rhön und Vogelsberg. Während die Landschaft in Richtung Vogelsberg eher sanft ansteigt und vom Turm der Abtei Fulda relativ weit überblickt werden konnte, reichen von östlicher Seite die Vorläufer der Rhön in östlicher und nördlicher Richtung bis fast an die Stadt. Wichtige Handelsstraßen verliefen zu dieser Zeit schon nicht mehr, wie früher der Ortesweg oder der Antsanvia, über die Höhenzüge, sondern in den Tälern, wodurch sie schlecht überschaubar waren. Zu ihrer Überwachung wurden deshalb in gleichmäßigem Abstand von drei bis dreieinhalb Kilometern auf den Erhebungen die Warttürme errichtet. Der Abstand der Türme voneinander war so gewählt, dass sie jeweils im Blickbereich des nächsten lagen und man von einem zum anderen tagsüber mit Flaggenzeichen und nachts mit Feuerzeichen kommunizieren konnte. Zentral lag der Turm der Abtsburg in Fulda, von dem bei einer Gefahrenmeldung ein Trupp Reisige losgeschickt wurde.

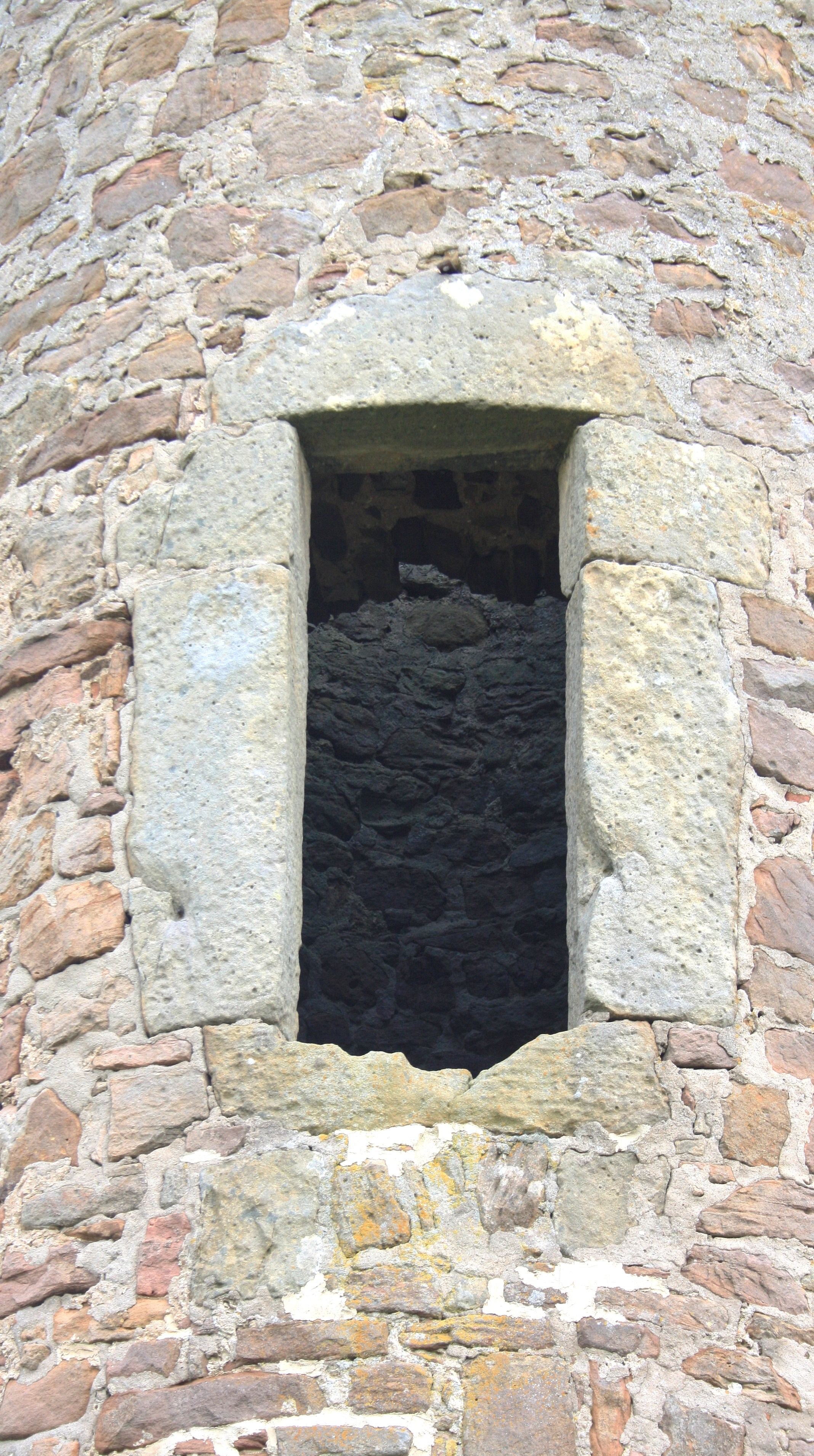
Originaleinstieg des Edelsturms bei Kämmerzell

1838 wurden die damals noch vorhandenen Türme im Auftrag der kurhessischen Bauinspektion vermessen und gezeichnet. Alle Türme hatten einen kreisrunden Durchmesser von sechs bis acht Metern, die durchschnittliche Höhe betrug zwölf Meter bei einer Variationsbreite von zehn bis fünfzehn Metern. Die Mauerstärke lag zwischen 0,85 und 1,25 Metern. Als Eingang diente eine schmale Öffnung in vier bis sechs Meter Höhe, die nur über eine Leiter zugänglich war und nach dem Einziehen der Leiter mit einer schweren Eichentür von innen verschlossen werden konnte. Mit derselben Leiter wurde dann die Aussichtsplattform bestiegen, die sich ursprünglich unter einem Kegeldach befand. Der Baustil der Türme ist spätgotisch. Vermauert wurden Sandsteine. Der verwendete Mörtel war von hochwertiger Qualität, was entscheidend zum Erhalt der meisten Türme bis in die heutige Zeit beigetragen hat.
| Turm               | Innen- durchmesser | Mauer- stärke | Höhe    |
| ------------------ | ------------------ | ------------- | ------- |
| Eichenzeller Warte | 4,70 m             | 1,20 m        | 11/12 m |
| Dicker Turm        | 4,70 m             | 1,20 m        | 13,20 m |
| Petersberger Warte | 3,90 m             | 0,85 m        | 8,60 m  |
| Edelsturm          | 3,90 m             | 0,85 m        | 9,70 m  |
| Lüdermünder Warte  | 5,35 m             | 1,25 m        | 11,80 m |

Mit der Verbreitung von Feuerwaffen ließen insbesondere die kriegerisch ausgetragenen Fehden zwischen der Fürstabtei und der umliegenden Ritterschaft nach. Damit verloren die Warttürme ihre Bedeutung. Heute sind es Baudenkmäler im Sinne des hessischen Gesetzes zum Schutz der Kulturdenkmäler.

## Liste der Türme
Die Liste führt die noch bestehenden Türme von Norden nach Süden auf. Der nicht lokalisierte Turm bei Lehnerz und der vermutliche Turm bei Haimbach stehen der Vollständigkeit halber am Ende der Liste.
|                | Name und Ort                                                     | Beschreibung |
| -------------- | ---------------------------------------------------------------- | --- |
| weitere Bilder | Zabershofer Warte Großenlüder 50° 36′ 34,2″ N, 9° 34′ 4″ O       | Die Zabersthofer Warte, auch Großenlüdersche Warte, befindet sich am Zabershof, einige hundert Meter nordöstlich vom Kernort Großenlüder der gleichnamigen Gemeinde. Vom Turm, der sich in Privatbesitz befindet, ist nur noch ein 6 m hoher Turmstumpf vorhanden, der früher mit einem Kegeldach bedeckt war. Sein Innendurchmesser beträgt 4,85 m bei einer Mauerstärke von 1,15 m. Von der Zabersthofer Warte aus wurde die Straße von Lauterbach über Salzschlirf und Großenlüder nach Fulda beobachtet. Von einem Vorbesitzer war auf dem Turm ein Windrad als Antrieb für eine Getreidemühle aufgebaut worden. Nachdem dieses nur schlecht funktionierte, verfiel der Turm weiter. Er war weitestgehend in Vergessenheit geraten, bevor ihn der Fuldaer Heimatforscher Theodor Haas 1911 wieder entdeckte. Heute verfügt der Turm über einen Stromanschluss und eingebaute Fenster. |
| weitere Bilder | Lüdermünder Warte Fulda-Lüdermünd 50° 36′ 41,1″ N, 9° 37′ 2,6″ O | Die Lüdermünder Warte befindet sich nordwestlich des Fuldaer Stadtteils Lüdermünd. Der Turm hat eine Höhe von 12 m, einen außen gemessenen Durchmesser von 5,5 m und eine Mauerstärke von 1,25 m. Am Turm befindet sich eine sogenannte „Pechnase“. Zusätzlich zum ursprünglichen Eingang in einigen Metern Höhe wurde nachträglich ein ebenerdiger Eingang eingebaut, der heute wieder zugemauert ist. Das aus diesem Grund nicht als Aussichtsturm nutzbare Bauwerk trägt einige Nistkästen. |
| weitere Bilder | Edelsturm Fulda-Kämmerzell 50° 35′ 39″ N, 9° 39′ 20,2″ O         | Der Edelsturm, auch Kämmerzeller Warte, befindet sich in der Nähe des Fuldaer Stadtteils Kämmerzell. Der Turm ist 10 m hoch bei einem Durchmesser von 5 m. Der Turm wurde nie umgebaut und befindet sich noch in seinem ursprünglichen Zustand. Das Einstiegsloch und die originale Beobachtungsplattform sind noch erkennbar. |
| weitere Bilder | Petersberger Warte Petersberg 50° 34′ 13,3″ N, 9° 42′ 45,3″ O    | Die Petersberger Warte befindet sich auf dem Rauschenberg im Kernort Petersberg der gleichnamigen Gemeinde. Der Turm steht in der Nähe eines Naherholungsgebiets am Fuß des Rauschenbergs und ist, nachdem nach 2004 der Eingang erneuert wurde, als Aussichtsturm begehbar. Mit 421 m ü. NN steht die Petersberger Warte auf dem höchsten Punkt aller Warttürme um Fulda. Ihre Höhe beträgt heute 9,60 m bei einem Innendurchmesser von 3,90 m und einer Mauerstärke von 0,85 m. 1848 erfolgte durch den Einbau des unteren Eingangs und der Wendeltreppe der Umbau zum Aussichtsturm. Nach dem Zweiten Weltkrieg wurde der Turm durch einen 4,50 m hohen Holzaufbau aufgestockt, der aber mittlerweile wieder entfernt wurde. Von der Petersberger Warte aus ließ sich auf der einen Seite ein Teil der Handelsstraße von Fulda nach Geisa und auf der anderen Seite ein Teil der alten Handelsstraße von Frankfurt nach Leipzig überblicken. Heute wird der in alten Berichten beschriebene „herrliche Rundumblick“ dadurch beeinträchtigt, dass abgesehen von einem kleinen Ausschnitt in Richtung Rhön, die umstehenden Bäume keine Fernsicht mehr zulassen. |
| weitere Bilder | Dicker Turm Künzell-Dirlos 50° 31′ 49,4″ N, 9° 43′ 35,7″ O       | Der Dicke Turm, auch Dirloser Warte, befindet sich im Künzeller Ortsteil Dirlos in der Wohnlage Dicker Turm, die in ungefähr einem Kilometer Entfernung vom Hauptort Dirlos übergangslos an den Ortsteil Bachrain grenzt. Rund um den Turm ist eine Freizeitanlage angelegt. Auf einer Hinweistafel ist angegeben, wo ein Schlüssel für eine Innenbesteigung abgeholt werden kann. Der Turm ist mit 14 m Höhe der höchste der noch erhaltenen Warttürme. Er hat einen außen gemessenen Durchmesser von 5 m und eine Mauerstärke von 1,2 m. 1838 waren am oberen Rand des Turms noch Reste einer Fensteröffnung und Kragsteine zu sehen, so dass von einer ursprünglichen Höhe von mindestens 15 m ausgegangen werden kann. 1929 wurde die untere Eingangstür in das Mauerwerk gebrochen und der Turm mit einer Wendeltreppe und einer Plattform als Aussichtsturm umgebaut. Der Dicke Turm diente früher der Überwachung der Straße von Fulda nach Wegfurt an der Brend in Unterfranken. Seit 1982 ist er im Besitz des Rhönklub-Zweigvereins Florenberg. |
| weitere Bilder | Eichenzeller Warte Eichenzell 50° 29′ 45,9″ N, 9° 42′ 54,1″ O    | Die Eichenzeller Warte, umgangssprachlich auch nur „Wartturm“ genannt, befindet sich einige hundert Meter nördlich des Kernorts Eichenzell der gleichnamigen Gemeinde. Sie ist von der Bauform her praktisch ein Zwilling des Dicken Turms mit den ursprünglich gleichen Maßen. Ursprünglich befand sich die Eichenzeller Warte im Besitz des Landes Hessen, das sie 1966 der Gemeinde Eichenzell übereignete. Diese übergab sie dem Rhönklub-Zweigverein Eichenzell zur Pflege und zum Unterhalt. In den folgenden Jahren wurde sie von den Mitgliedern als Aussichtsturm ausgebaut. Rund um den Turm wurde ein Naherholungsgebiet geschaffen. Von April bis September wird das Gebäude neben dem Turm an Sonntagen bei gutem Wetter als Gaststätte bewirtschaftet, ein Begehen des Turms ist dabei möglich. Eine Begehung des Aussichtsturm an anderen Tagen kann über eine im Aushang neben dem Turm angegebene Telefonnummer vereinbart werden. Die Höhe der Eichenzeller Warte beträgt heute 11,00 m bei einem Innendurchmesser von 4,70 m und einer Mauerstärke von 1,20 m. Sie diente der Überwachung der Wegstrecke von Gersfeld über Lütter nach Fulda.  |
| weitere Bilder | Alter Turm Eichenzell-Rothemann 50° 28′ 38,6″ N, 9° 41′ 30,1″ O  | Der Alte Turm, auch Rothemanner Warte, befindet sich einen Kilometer nordwestlich vom Ortsteil Rothemann der Gemeinde Eichenzell im Wald. Schon um 1830 waren von ihm nur noch einzelne Trümmer zu erkennen, da seine Steine von der umliegenden Bevölkerung als Baumaterial verwendet worden waren. Zwischen 1974 und 1977 wurden seine Grundmauern freigelegt und auf 1,50 m Höhe neu aufgemauert. Von ihm aus wurde die Straße von Hammelburg über Brückenau nach Fulda kontrolliert. Diese Straße ist die einzige der von Warttürmen aus überwachten Straßen, die, von kleinen Abweichungen abgesehen, immer noch, als Bundesstraße 27, auf der alten Streckenführung verläuft. In der Nähe befinden sich bronzezeitliche Hügelgräber, die 1928 von Joseph Vonderau erforscht wurden. |
|                | Weißer Turm Fulda-Lehnerz                                        | Der Weiße Turm, auch Lehnerzer Warte, befand sich beim heutigen Fuldaer Stadtteil Lehnerz. Von ihm sind keine Reste mehr erkennbar. |
|                | Wartturm auf dem Haimberg Fulda-Haimbach                         | Die Existenz eines weiteren Wartturms auf dem Haimberg wird vermutet. |

## Sonstiges
Flurnamen mit der Bezeichnung „Alte Warte“ im Landkreis Fulda:
- Burghaun, Gem. Burghaun, Kreis Fulda: Flurname „Alte Warthe“[22]
- Flieden, Gem. Flieden, Kreis Fulda: Flurname „Alte Warte“ (auf dem Eisenküppel)[23]
- Gotthards, Gem. Nüsttal, Landkreis Fulda: „Die alte Warth“[24]